# Bulbophyllum prorepens
Bulbophyllum prorepens là một loài phong lan thuộc chi Bulbophyllum.